# Deutsche Reichsbahn (Östtyskland)

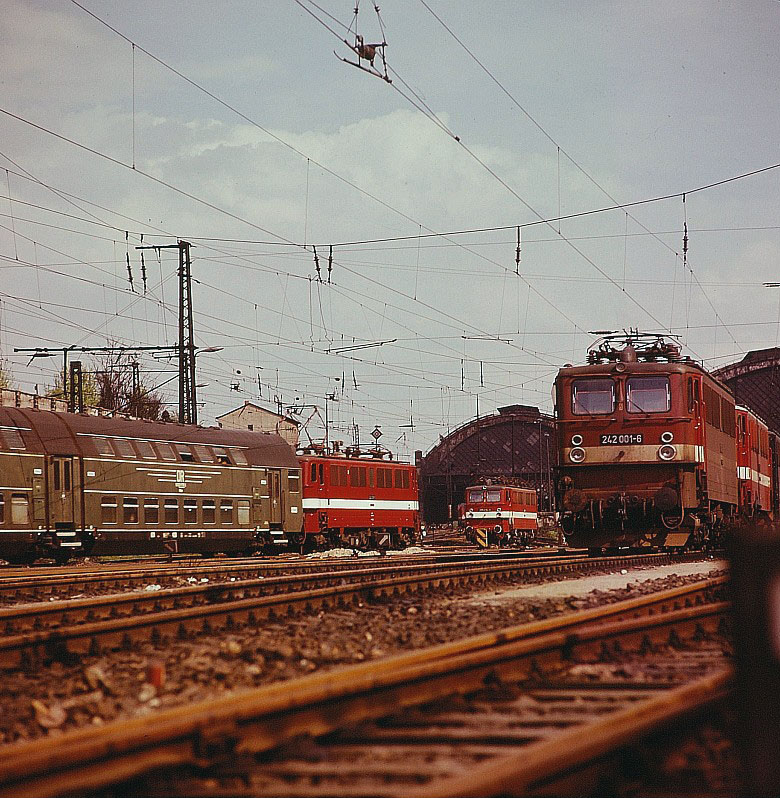
Ellokomotiv typ BR242 på huvudbangården i Dresden 1981

Deutsche Reichsbahn (DR), formellt Deutsche Reichsbahn der DDR, var namnet på statsjärnvägarna i Östtyskland 1949-1993. Namnet härstammar från Deutsche Reichsbahn, som namn för de tyska statsjärnvägarna från Weimarrepubliken 1920 och framåt fram till delningen av Tyskland i två stater 1949. I Västtyskland bytte den statliga järnvägen namn till Deutsche Bundesbahn, men i den östra delen behöll man bland annat av rättighetsskäl namnet. Efter Tysklands återförening slogs de västtyska och östtyska verksamheterna ihop i ett bolag under namnet Deutsche Bahn 1993.

## Historia
I den sovjetiska ockupationszonen valde man behålla namnet Deutsche Reichsbahn av rättighetsskäl. I Potsdamöverenskommelsen faslogs att rättigheterna att driva trafik i Berlin enbart gällde Deutsche Reichsbahn. Vid Potsdamkonferensen hade de allierade inte någon avsikt att Tyskland skulle delas utan tvärtom hållas samman, så beteckningen avsåg egentligen det gemensamma nationella bolaget. Genom att fortsätta använda samma namn kunde det östtyska bolaget hävda rätten att trafikera det ockuperade Berlin. Förutom  Östberlin, den sovjetiska sektorn, hade man fram till 1984  hand om pendeltåg även i Västberlin, västmakternas sektorer.
Järnvägen fick en viktig roll i den östtyska ekonomin vilket främst berodde på de bristfälliga vägarna och bristerna i landets fordonsproduktion, i likhet med andra kommunistländer. Man fick också ut mer av järnvägen vad gäller transport- och energikostnader. Östtyskland hade ändå bäst vägar och flest bilar per invånare av kommunistländerna.

## Uniformer

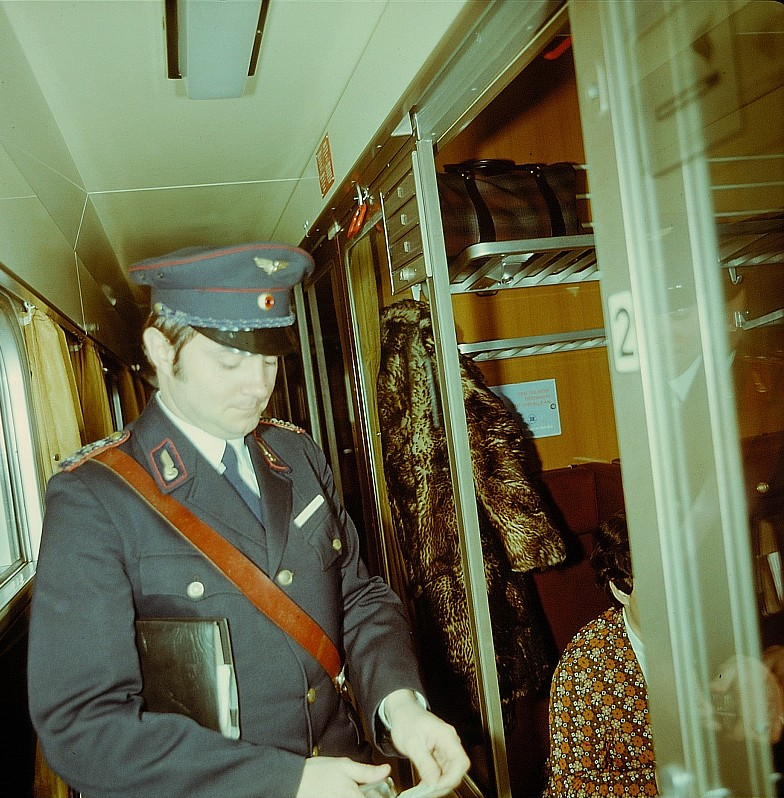
Konduktör vid biljettvisering med gradbeteckning för Reichsbahn-Assistent, ca 1978

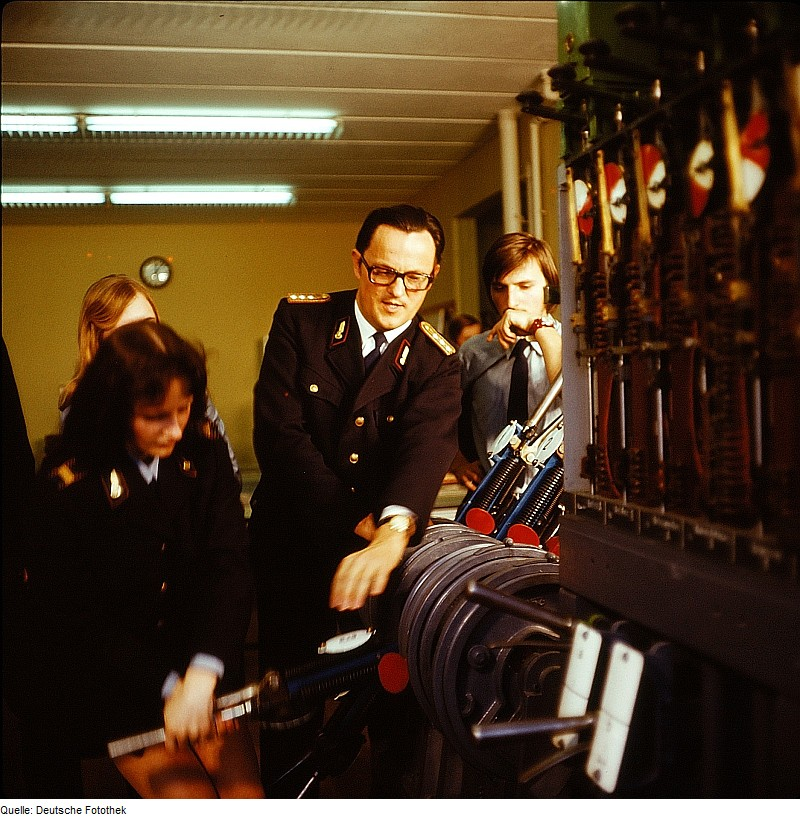
T.v.:Lärling med fackskola. T.h.: Reichsbahn-Amtmann.

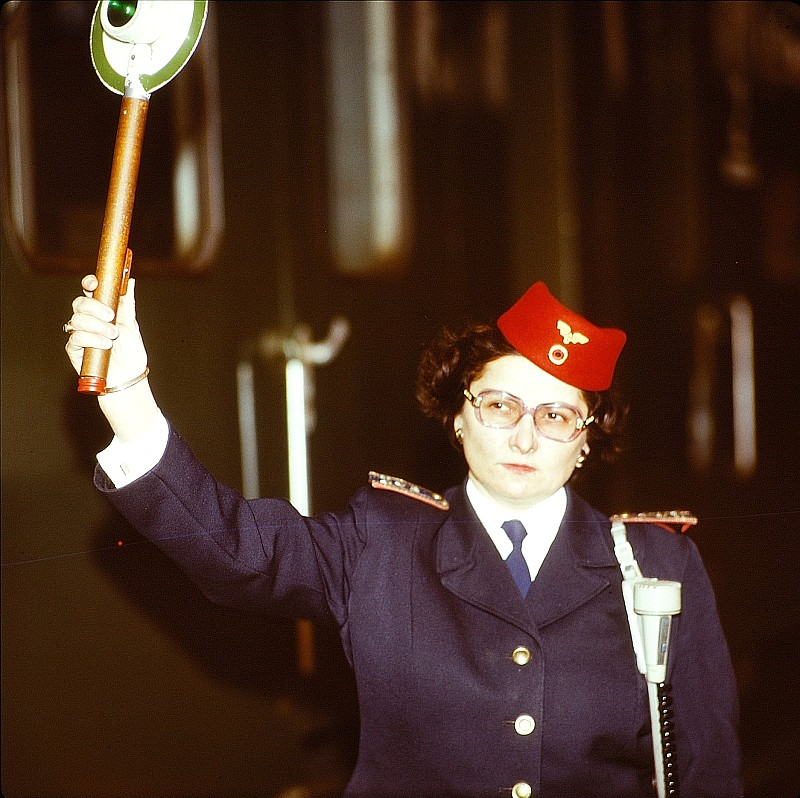
Reichsbahn-Hauptassistent som tågklarerare.

Grader och gradbeteckningar vid Deutsche Reichsbahn der DDR mellan 1974 och 1991. Även innehavare av högre grader bar uniform och gradbeteckningar.
| Tjänstegrad                                                               | Förklaring                                                               | Axelträns |
| ------------------------------------------------------------------------- | ------------------------------------------------------------------------ | --------- |
| Lehrling Teilausbildung                                                   | Lärling utan fullständig grundskola                                      |           |
| Lehrling Abgang 8. Klasse                                                 | Lärling med grundskola                                                   |           |
| Lehrling Abgang 10. Klasse                                                | Lärling med fackskola                                                    |           |
| Lehrling Abgang 10. Klasse Berufsausbildung mit Abitur                    | Lärling med studentexamen                                                |           |
| Reichsbahn-Unterassistent                                                 | Lägsta graden i ranggrupp I                                              |           |
| Reichsbahn-Assistent                                                      |                                                                          |           |
| Reichsbahn-Oberassistent                                                  |                                                                          |           |
| Reichsbahn-Hauptassistent                                                 | Högsta grader i ranggrupp I                                              |           |
| Reichsbahn-Untersekretär                                                  | Lägsta graden i ranggrupp II                                             |           |
| Reichsbahn-Sekretär                                                       |                                                                          |           |
| Reichsbahn-Obersekretär                                                   |                                                                          |           |
| Reichsbahn-Hauptsekretär                                                  | Högsta graden i ranggrupp II                                             |           |
| Student der Ingenieurschulen                                              | Student vid ingenjörsteknisk skola                                       |           |
| Student der Hochschule                                                    | Student vid transporthögskolan                                           |           |
| Absolvent der Hochschule                                                  | Examen från transporthögskolan                                           |           |
| Reichsbahn-Inspektor                                                      | Lägsta grader i ranggrupp III                                            |           |
| Reichsbahn-Oberinspektor                                                  |                                                                          |           |
| Reichsbahn-Amtmann                                                        |                                                                          |           |
| Reichsbahn-Oberamtmann                                                    | Högsta graden i ranggrupp III                                            |           |
| Reichsbahn-Rat                                                            | Lägsta graden i ranggrupp IV                                             |           |
| Reichsbahn-Oberrat                                                        |                                                                          |           |
| Reichsbahn-Hauptrat                                                       | Högsta graden i ranggrupp IV                                             |           |
| Reichsbahn-Direktor                                                       | Lägsta graden i ranggrupp V                                              |           |
| Reichsbahn-Oberdirektor                                                   |                                                                          |           |
| Reichsbahn-Hauptdirektor                                                  |                                                                          |           |
| Stellvertreter des Generaldirektors der DR                                | Ställföreträdande generaldirektör                                        |           |
| Stellvertreter des Generaldirektors der DR, Staatssekretär, Stv. Minister | Ställföreträdande generaldirektör, statssekreterare, biträdande minister |           |
| Minister für Verkehrswesen und Generaldirektor der DR                     | Kommunikationsminister och generaldirektör                               |           |

Källa: